# スティーヴ・イェドリン
スティーヴ・イェドリン（Steve Yedlin、1975年9月29日 - ）は、アメリカ合衆国の撮影監督である。

## 経歴
1975年9月29日、カリフォルニア州ロサンゼルスに生まれる。南カリフォルニア大学で学んだ。撮影を手がけた作品として『BRICK ブリック』や『ブラザーズ・ブルーム』、『LOOPER/ルーパー』、『スター・ウォーズ/最後のジェダイ』、『ナイブズ・アウト/名探偵と刃の館の秘密』などがある。

## フィルモグラフィー

### 長編映画
- MAY -メイ- May （2002年）
- えじき Dead Birds （2004年）
- ツールボックス・マーダー Toolbox Murders （2004年）
- BRICK ブリック Brick （2005年）
- カンバセーションズ Conversations with Other Women （2005年）
- 地球外生命体捕獲 Altered （2006年）
- unknown/アンノウン Unknown （2006年）
- ブラザーズ・ブルーム The Brothers Bloom （2008年）
- 水曜日のエミリア The Other Woman （2009年）
- LOOPER/ルーパー Looper （2012年）
- キャリー Carrie （2013年）
- カリフォルニア・ダウン San Andreas （2015年）
- Dearダニー 君へのうた Danny Collins （2015年）
- スター・ウォーズ/最後のジェダイ Star Wars: The Last Jedi （2017年）
- ナイブズ・アウト/名探偵と刃の館の秘密 Knives Out （2019年）